# Julius Eichner
Julius Eichner (geboren 3. Oktober 1907 – ?) war ein deutscher nationalsozialistischer Kommunalpolitiker.

## Werdegang
Eichner stammte aus Homburg. Seine berufliche Ausbildung schloss er als Maschinenbauingenieur ab. Zum 1. Juli 1930 trat er der NSDAP bei (Mitgliedsnummer 282.403). Nach der Machtübernahme der Nationalsozialisten und der Absetzung von Hanns Beer wurde er als Bürgermeister von Zirndorf eingesetzt. Zugleich war er Leiter der Ortsgruppe der NSDAP. Er blieb bis 1945 im Amt.

## Schriften
- Zirndorf: eine fränkische Stadt und ihr Werden; herausgegeben aus Anlaß der 25. Wiederkehr der Erhebung Zirndorfs zur Stadt, Zirndorf, 1937